# Villefranche-sur-Mer
Villefranche-sur-Mer er en fransk kommune i departementet Alpes-Maritimes i den sydøstlige del af landet. Byen er mest kendt for sin placering i bunden af Villefranchebugten, som udgør en beskyttet naturhavn.